# العلاقات اليابانية الوسط إفريقية
العلاقات اليابانية الوسط أفريقية هي العلاقات الثنائية التي تجمع بين اليابان وجمهورية أفريقيا الوسطى.

## مقارنة بين البلدين
هذه مقارنة عامة ومرجعية للدولتين:
| وجه المقارنة                                              | اليابان         | جمهورية أفريقيا الوسطى      |
| --------------------------------------------------------- | --------------- | --------------------------- |
| المساحة (كم2)                                             | 377.97 ألف      | 622.98 ألف                  |
| عدد السكان (نسمة)                                         | 126.79 مليون    | 4.66 مليون                  |
| الكثافة السكانية (ن./كم²)                                 | 335.45          | 7.48                        |
| العاصمة                                                   | طوكيو           | بانغي                       |
| اللغة الرسمية                                             | اللغة اليابانية | لغة فرنسية، اللغة السانغوية |
| العملة                                                    | ين ياباني       | فرنك وسط أفريقي             |
| الناتج المحلي الإجمالي (بليون دولار)                      | 4.87 تريليون    | 1.95 مليار                  |
| الناتج المحلي الإجمالي (تعادل القوة الشرائية) بليون دولار | 5.18 تريليون    | 3.03 مليار                  |
| الناتج المحلي الإجمالي الاسمي للفرد دولار أمريكي          | 34.52 ألف       | 323                         |
| الناتج المحلي الإجمالي للفرد دولار أمريكي                 | 36.62 ألف       | 594                         |
| مؤشر التنمية البشرية                                      | 0.903           | 0.350                       |
| رمز المكالمات الدولي                                      | +81             | +236                        |
| رمز الإنترنت                                              | .jp             | .cf                         |
| المنطقة الزمنية                                           | توقيت اليابان   | ت ع م+01:00                 |

## منظمات دولية مشتركة
يشترك البلدان في عضوية مجموعة من المنظمات الدولية، منها:
| علم المنظمة | اسم المنظمة                               | تاريخ انضمام اليابان | تاريخ انضمام جمهورية أفريقيا الوسطى |
| ----------- | ----------------------------------------- | -------------------- | ----------------------------------- |
|             | يونسكو                                    | 2 يوليو 1951         | 11 نوفمبر 1960                      |
|             | الفريق المعني برصد الأرض                  | ?                    | ?                                   |
|             | مؤسسة التمويل الدولية                     | 20 يوليو 1956        | 1 أبريل 1991                        |
|             | المركز الدولي لتسوية المنازعات الاستشارية | 16 سبتمبر 1967       | 14 أكتوبر 1966                      |
|             | منظمة حظر الأسلحة الكيميائية              | ?                    | ?                                   |
|             | مؤسسة التنمية الدولية                     | 27 ديسمبر 1960       | 27 أغسطس 1963                       |
|             | منظمة التجارة العالمية                    | ?                    | ?                                   |
|             | وكالة ضمان الاستثمار متعدد الأطراف        | 12 أبريل 1988        | 8 سبتمبر 2000                       |
|             | الاتحاد البريدي العالمي                   | ?                    | ?                                   |
|             | الاتحاد الدولي للاتصالات                  | 29 يناير 1879        | 2 ديسمبر 1960                       |
|             | منظمة الشرطة الجنائية الدولية             | ?                    | ?                                   |
|             | الأمم المتحدة                             | 18 ديسمبر 1956       | 20 سبتمبر 1960                      |
|             | البنك الدولي للإنشاء والتعمير             | 13 أغسطس 1952        | 10 يوليو 1963                       |
|             | البنك الإفريقي للتنمية                    | ?                    | ?                                   |

## وصلات خارجية
- موقع وزارة الخارجية اليابانية